# 道の駅ゆいゆい国頭
道の駅ゆいゆい国頭（みちのえき ゆいゆいくにがみ）は、沖縄県国頭郡国頭村にある国道58号の道の駅である。

## 施設
- 駐車場
  - 普通車：61台
  - 大型車：4台
  - 身障者用駐車場：3台
- トイレ
  - 男：大2・小4
  - 女：2
  - 身障者用：1
- 公衆電話：2
- 情報・観光コーナー（平日11:00 - 17:00、休日9:00 - 19:00、無休）
- レストラン（10:00 - 19:00、無休）
- 物産館（10:00 - 19:00、無休）
- 休憩所

### 管理
- 国頭村

## アクセス
- 国道58号 - 登録路線
- 琉球バス交通・沖縄バス67番「奥間ビーチ入口」バス停下車

## 周辺
- 奥間川
- 比地川
- 奥間ビーチ
  - 奥間ビーチ海水浴場
  - オクマ プライベートビーチ&リゾート
- 赤丸岬
- やんばる野生生物保護センター
- 国頭村役場